# Segona carta de Joan
La Segona carta de Joan és un llibre del Nou Testament, i la cinquena epístola general o catòlica. Atribuïda per la tradició al deixeble de Jesús, Joan, el fill de Zebedeu (sant Joan Evangelista), és un dels llibres més breus de la Bíblia.
Reitera les idees de la Primera Epístola i reafirma el manament d'estimar-se els uns altres, un manament que des del principi (vv. 5 i 6) i preveient contra els que negaven la realitat de l'encarnació.

## Autoria
La visió tradicional és que la carta va ser escrita pel deixeble de Jesús, Joan, el fill de Zebedeu, probablement a Efes quan ja era d'edat avançada. El contingut, llenguatge i estil de l'epístola indiquen una autoria comuna entre l'autor i l'evangeli de Joan, així com de les altres dues epístoles que se li atribueixen. La identificació tradicional de l'evangelista Joan amb l'apòstol Joan no és compartida pels estudiosos contemporanis. Tot i que l'autor d'aquesta carta es presenta com "l'ancià", el cert és que no s'ha pogut discernir qui és. Per parlar de l'autor o autors es recorre sovint a l'expressió cercle joànic o comunitat joànica.

## Destinataris
La carta està dirigida a l'«electa senyora», i s'acomiada dient «Els fills de la teva germana electa et saluden». La majoria dels estudiosos estan d'acord que l'autor es refereix a una església cristiana veïna, als cristians de la qual la carta aniria adreçada.

## Contingut
| Versicles | Contingut        |
| --------- | ---------------- |
| 1-3       | Salutació        |
| 4-6       | La via de l'amor |
| 7-11      | La via de la fe  |
| 12-13     | Comiat           |

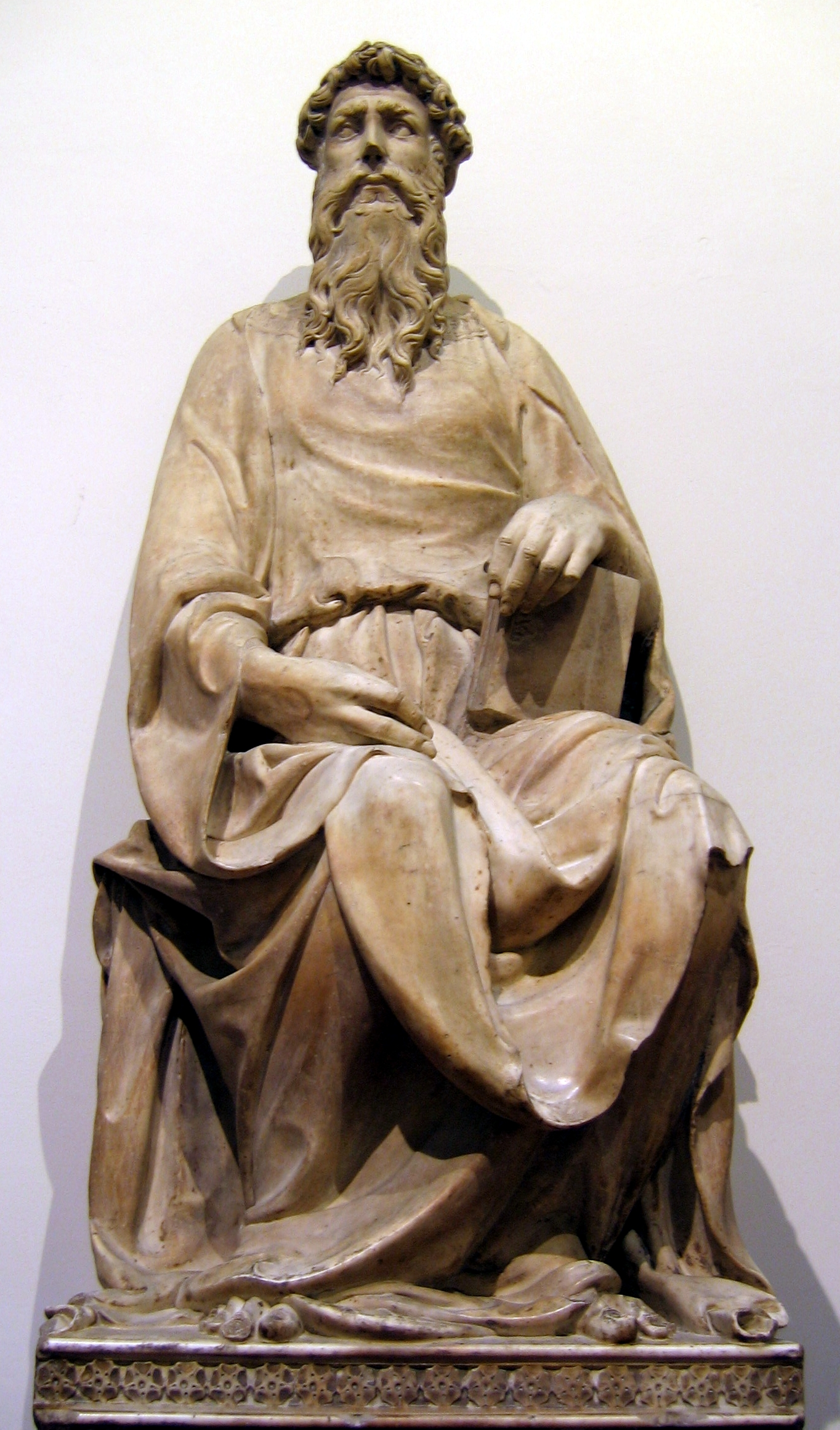
Sant Joan Evangelista - escultura de marbre de Donatello (1408-1415)

Es pot considerar que aquesta carta és una síntesi de la Primera carta de Joan que posa l'accent en el manament de l'amor. La finalitat d'aquest manament és donar resposta als adversaris que no accepten la humanitat de Jesús. Per a l'autor d'aquesta obra és clar que l'encarnació de Jesucrist comporta la fe en ell i l'amor als germans.